# Vladimir Lougovskoï

Vladimir Alexandrovitch Lougovskoï (en russe : Владимир Алеқсандрович Луговской), est un poète russe né le 18 juin 1901 (1er juillet dans le calendrier grégorien) à Moscou, Empire russe, et mort le 5 juin 1957 à Yalta, République socialiste soviétique d'Ukraine.

## Biographie
Fils d'un enseignant de littérature russe et d'une mère chanteuse, il obtint son diplôme de fin d'études secondaires en 1918. Il entra à l'Université de Moscou où il reçut une formation pédagogique accélérée pour participer à la campagne d'alphabétisation d'alors. Ensuite il fut envoyé sur le front de l'Ouest où il participa aux derniers combats de la guerre civile en servant dans un hôpital de campagne. À son retour en 1919, il travailla au CID et étudia à l'École Centrale de service militaire à l'Institut pédagogique militaire jusqu'en 1921. La même année il entra au Bureau du Ministère de l'intérieur du Kremlin et enseigna à l'École militaire du Comité exécutif central de l'URSS.
Il commença à écrire alors qu'il était à l'école des cadets lors du Vsevoboutch (ru) et fut publié pour la 1re fois en 1924. En 1926, un recueil de poèmes Flashes fut édité et Lougovskoi rejoignit le constructivisme russe et le Centre littéraire des constructivistes, où se trouvaient Ilia Selvinski, Korneli Lioutsianovitch Zelinski (ru), Edouard Bagritski, Véra Inber, Evgueni Gabrilovitch, Boris Matveïevitch Lapine (ru), Boris Nikolaïevitch Agapov (ru),... En utilisant une métrique particulière, le taktovik, il écrivit une de ses œuvres la plus sophistiquée en hommage à la grande victoire de Perekop contre les Armées blanches. Ensuite on publia Muscle, La souffrance de mes amis et Aux bolcheviks des déserts et du printemps écrit à la suite d'un voyage en Asie centrale au printemps 1930. Suivirent de nombreux voyages dans les Républiques de l'Asie centrale, dans l'Oural, en Azerbaïdjan, au Daghestan, en Russie septentrionale et dans des pays d'Europe occidentale qui l'inspirèrent pour écrire ses poèmes.
Encore en 1930, il rejoignit l'«Association russe des écrivains prolétariens» et devint membre du comité de rédaction du journal La bannière.
En 1937, sans doute à la suite de la publication du poème Le Réveil brutal qui exprimait un profond désespoir, il rendit publique une résolution du Conseil de l'URSS qui condamnait certains de ses poèmes jugés politiquement nuisibles. Contraint de se repentir, dans les années qui suivirent, jusqu'en 1950, il manqua d'inspiration. Pendant cette période de «déprime» il vécut comme tous ses compatriotes la Grande guerre patriotique où il fut correspondant aux armées.
Les dernières années de sa courte vie, il retrouva l'énergie créatrice et publia Au cœur de l'été, L'oiseau bleu, Printemps bleu, Le milieu du siècle,un recueil de 25 poèmes lyriques où il philosophait sur le destin du monde, sur sa culture, sur la responsabilité de chacun dans sa marche.
Il mourut à Yalta, victime d'une entérite mais il fut enterré à Moscou. La ville de Crimée ne l'a pas oublié car un bateau qui y est au mouillage porte son nom.

## Œuvres
- 1926: Flashes
- 1929: Muscle
- 1930: La souffrance de mes amis
- 1932: Europe
- 1933: Vie
- 1936: La Mer Caspienne
- 1937-1952: Aux bolcheviks des déserts et du printemps
- 1955: Lyric
- 1956: Au cœur de l'été
- 1958: Le milieu du siècle
- 1958: Printemps bleu
- 1960: Méditation sur la poésie

- Dans la Literatournaïa gazeta du 10 juillet 1968, on peut lire la copie d'une lettre de Vladimir Lougovskoi adressée à Sergueï Eisenstein le 12 avril 1942, où sous «Cher Chef», il s'informe de la destinée du scénario d'Ivan le Terrible auprès des instances de la censure

- Plusieurs de ses poèmes ont été mis en musique par Vsevolod Zaderatski: Bonne aventure en 1931 et Sur la rivière
- Il est l'auteur des chansons des films Alexandre Nevski en 1938 et Ivan le Terrible en 1943-1945